# ثلاثي يود الثايرونين العكسي
ثلاثي يود الثايرونين العكسي (3,3’,5’-ثلاثي يود الثايرونين, T3 أو  العكسي, أو rT3) هو مصاوغ لثلاثي يود الثيرونين.

## التفاعل

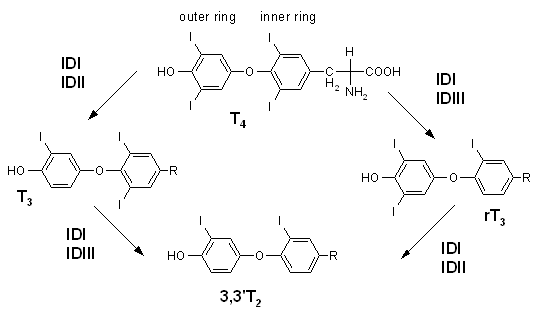
اصطناع ثلاثي يود الثيروكسين العكسي من T_{4} عن طريق نزع اليود. يظهر ايضا اصطناع الT_{3} والT_{2}.

## روابط خارجية
- Triiodothyronine, Reverse في المكتبة الوطنية الأمريكية للطب نظام فهرسة المواضيع الطبية (MeSH).